# Die Kunstdenkmäler der Provinz Brandenburg
Die Kunstdenkmäler der Provinz Brandenburg war eine Buchreihe, die die
Bau- und Kunstdenkmäler in der Provinz Brandenburg beschreiben sollte. Zwischen 1907 und 1960 erschienen etwa 20 Bände, die vom Brandenburgischen Provinzialverband herausgegeben wurden.

## Geschichte
1885 hatte Rudolf Bergau ein erstes Inventar der Bau- und Kunstdenkmäler in der Provinz Brandenburg veröffentlicht. Darin waren die wichtigsten Bauten und Kunstgegenstände in knapper Form auf etwa 800 Seiten beschrieben.
Seit 1902 wurde unter Leitung des neuen Landeskonservators Georg Büttner ein Konzept für eine ausführliche Darstellung möglichst vieler Kulturdenkmäler entwickelt. Die Finanzierung und organisatorische Verantwortung übernahm der Provinzialverband Brandenburg mit Unterstützung des Provinziallandtages. 1907 erschienen die ersten beiden Bände. Seit 1908 leitete der neue Landeskonservator Theodor Goecke das Projekt. Bis 1914 wurden pro Jahr etwa zwei Bände veröffentlicht.
Nach dem Ersten Weltkrieg kam es auf Grund erheblicher wirtschaftlicher Probleme nur noch zu wenigen Neuausgaben. Mit der Übernahme der Schriftleitung durch Heinrich Jerchel im Jahr 1936 konnte durch eine konzeptuelle Verringerung der dargestellten Denkmale und umfangreichere staatliche Zuwendungen das Erscheinen von einigen neuen Bänden ermöglicht werden. Nach 1941 konnten keine neuen Drucke mehr erfolgen, obwohl einige Bände (Jüterbog-Luckenwalde, Zauch-Belzig) bereits fast fertiggestellt waren. Nach dem Zweiten Weltkrieg erschien 1960 lediglich noch ein Band Kreis Oststernberg.
In den folgenden Jahrzehnten gab es kurzgefasste Darstellungen der Kunstdenkmäler des Gebietes in den Dehio-Bänden der Kreise Potsdam, Frankfurt (Oder) und Cottbus. Seit 1994 bietet die Denkmaltopographie Bundesrepublik Deutschland. Denkmale in Brandenburg wieder umfangreiche Bände zu einzelnen Städten und Gebieten, von denen 16 Bände bis 2020 erschienen sind.

## Bände
Die Bände waren nach Kreisen geordnet. Es erschien etwa die Hälfte der geplanten Ausgaben.
- 1, 1 Die Kunstdenkmäler des Kreises Westprignitz, von Paul Eichholz, Friedrich Solger, Willy Spatz, 1909 Archive Archive
  - 1, 1 Beiheft: Die vor- und frühgeschichtlichen Denkmäler des Kreises Westprignitz, von Alfred Götze, 1912
- 1, 2 Die Kunstdenkmäler des Kreises Ostprignitz, von Paul Eichholz , 1907 Archive
  - 1, 2 Beiheft: Die vor- und frühgeschichtlichen Denkmäler des Kreises Ostprignitz, von Georg Büttner, Alfred Götze, 1907 Archive UB Potsdam ZBC
- 1, 3 Die Kunstdenkmäler des Kreises Ruppin, von Paul Eichholz, Willy Spatz, Friedrich Solger, 1914 NBN UB Potsdam

- 2, 1 Die Kunstdenkmäler des Kreises Westhavelland, von Paul Eichholz, Willy Spatz, 1913 Archive
- 2, 3 Die Kunstdenkmäler von Stadt und Dom Brandenburg, von Paul Eichholz , 1912 NBN UB Potsdam

- 3, 1 Die Kunstdenkmäler des Kreises Prenzlau, von Erich Blunck, Paul Eichholz, 1921 UB Potsdam NBN
- 3, 2 Die Kunstdenkmäler des Kreises Templin, von Heinrich Jerchel, 1937 UB Potsdam NBN
- 3, 3 Die Kunstdenkmäler des Kreises Angermünde, von Paul Eichholz, Willy Hoppe, Otto Korn, 1934
  - 3, 3, 3 Die Kunstdenkmäler des Kreises Angermünde. Kloster Chorin, von Paul Eichholz, 1927
  - 3, 3, 4 Die Kunstdenkmäler des Kreises Angermünde. Greiffenberg, Joachimsthal, Amtsbezirke Gorlsdorf, Grimnitz, Altkünkendorf, von Paul Eichholz, 1929
  - 3, 3, 6 Die Kunstdenkmäler des Kreises Angermünde. Stadt Schwedt, Stadt Vierraden, Amtsbezirke Herrschaft Schwedt und Criewen, von Paul Eichholz, 1931 UB Potsdam NBN
  - 3, 3, 7 Die Kunstdenkmäler des Kreises Angermünde. Amtsbezirke Gramzow und Zielow, von Paul Eichholz, 1931
  - 3, 3, 8 Die Kunstdenkmäler des Kreises Angermünde. Amtsbezirke Günterberg, Lützlow, Seehausen, von Paul Eichholz, 1931 UB Potsdam NBN
  - 3, 3, 9 Die Kunstdenkmäler des Kreises Angermünde. Amtsbezirke Neukünkendorf, Lüdersdorf, Neuendorf und Stolpe-Crussow, von Paul Eichholz, 1931
  - 3, 3, 10 Die Kunstdenkmäler des Kreises Angermünde. Amtsbezirke Landin und Passow, von Paul Eichholz, 1931
- 3, 4 Die Kunstdenkmäler des Kreises Niederbarnim, von Heinrich Jerchel, Joachim Seeger, 1939 UB Potsdam NBN
- 4, 1 Die Kunstdenkmäler des Kreises Teltow, von Hans Erich Kubach, Joachim Seeger, 1941
- 5, 1 Die Kunstdenkmäler des Kreises Luckau, von Wilhelm Jung, Willy Spatz, 1917 UB Cottbus
- 5, 3 Die Kunstdenkmäler des Stadt- und Landkreises Cottbus, von Kurt Reißmann, 1938
- 5, 6 Die Kunstdenkmäler des Kreises Sorau und der Stadt Forst, von Hans Erich Kubach, 1939 ZBC

- 6, 1 Die Kunstdenkmäler des Kreises Lebus, von Wilhelm Jung, Friedrich Solger, Willy Spatz, 1909 UB Cottbus ZBC
  - 6, 1 Beiheft: Die vor- und frühgeschichtlichen Denkmäler des Kreises Lebus, von Georg Büttner, Alfred Götze, 1921 NBN Archive

- 6, 2 Die Kunstdenkmäler der Stadt Frankfurt a. O., bearb. von Wilhelm Jung, 1912 
  - 6, 2 Beiheft: Die vor- und frühgeschichtlichen Denkmäler der Stadt Frankfurt a. O., 1920
- 6, 3 Die Kunstdenkmäler des Kreises Weststernberg, von Paul Eichholz, Willy Spatz, 1913 Archive
- [6, 4] Die Kunstdenkmäler des Kreises Oststernberg, von Hans Erich Kubach, Stuttgart 1960 (= Die Bau- und Kunstdenkmäler des deutschen Ostens, 3)
- 6, 6 Die Kunstdenkmäler des Kreises Crossen, von Wilhelm Jung, 1921 Archive ZBC ZBC

- [7, 1 Die Kunstdenkmäler des Kreises Königsberg (Neumark) ]
  - 7, 1, 2 Die Kunstdenkmäler des Kreises Königsberg (Neumark). Die Stadt Königsberg, von Erich Blunck, Georg Voß, Willy Hoppe, 1927
  - 7, 1, 3 Die Kunstdenkmäler des Kreises Königsberg (Neumark). Die nördlichen Orte, von Erich Blunck, Georg Voß, 1927
  - 7, 1, 4 Die Kunstdenkmäler des Kreises Königsberg (Neumark). Die Stadt Cüstrin, von Georg Voß, 1927
  - 7, 1, 5 Die Kunstdenkmäler des Kreises Königsberg (Neumark). Die südlichen Orte, von Erich Blunck, Georg Voß, Willy Hoppe, 1928
- 7, 3 Die Kunstdenkmäler des Stadt- und Landkreises Landsberg (Warthe), von Kurt Reißmann, 1937